# Cayleyho–Hamiltonova věta

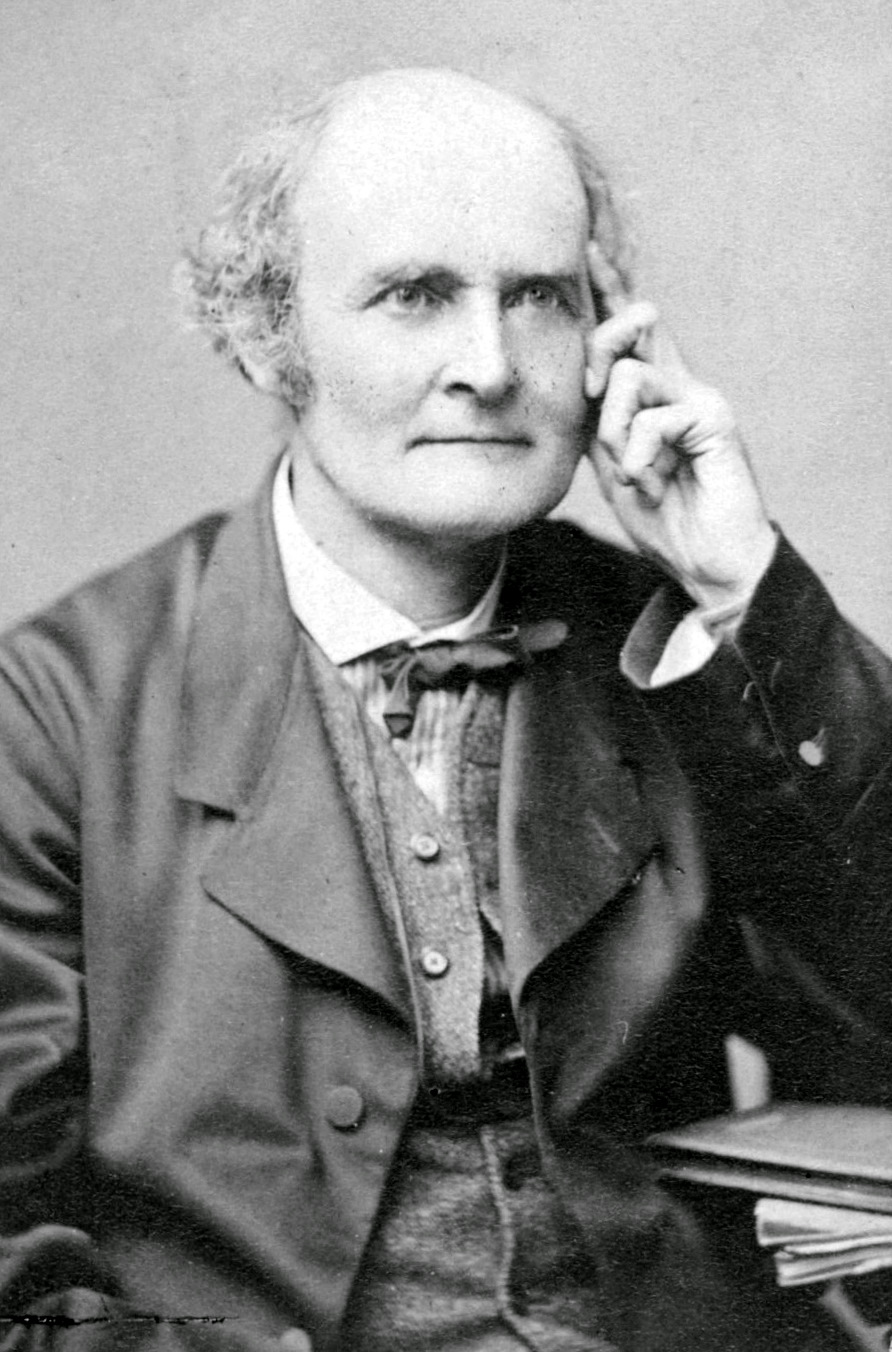
Arthur Cayley, FRS (1821–1895) přední britský matematik 19. století. Cayley uvedl větu pro matice řádu nejvýše tři a publikoval důkaz pro řád dva.

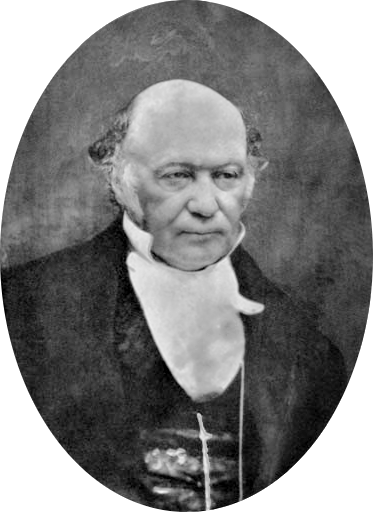
William Rowan Hamilton (1805–1865), irský fyzik, astronom a matematik, první zahraniční člen Americké národní akademie věd.

Cayleyho-Hamiltonova věta je matematické tvrzení z oboru lineární algebry pojmenované po Arthuru Cayleyovi a Williamu R. Hamiltonovi, které říká, že každá čtvercová matice nad komutativním okruhem (tedy speciálně například nad tělesem reálných čísel nebo tělesem komplexním čísel) je kořenem svého charakteristického polynomu. 
Charakteristický polynom čtvercové matice {\displaystyle {\boldsymbol {A}}} řádu {\displaystyle n} je {\displaystyle p_{\boldsymbol {A}}(\lambda )=\det(\lambda \mathbf {I} _{n}-{\boldsymbol {A}})}, kde {\displaystyle \det } značí determinant, {\displaystyle \lambda } je skalární proměnná z příslušného okruhu a {\displaystyle \mathbf {I} _{n}} je  jednotková matice řádu {\displaystyle n}. Každý prvek matice {\displaystyle (\lambda \mathbf {I} _{n}-{\boldsymbol {A}})} je buď konstantní nebo lineární v {\displaystyle \lambda }, a proto je determinant {\displaystyle (\lambda \mathbf {I} _{n}-{\boldsymbol {A}})} monický polynom stupně {\displaystyle n} v proměnné {\displaystyle \lambda } a lze jej zapsat výrazem {\displaystyle p_{\boldsymbol {A}}(\lambda )=\lambda ^{n}+c_{n-1}\lambda ^{n-1}+\cdots +c_{1}\lambda +c_{0}}. Záměna skalární proměnné {\displaystyle \lambda } za matici {\displaystyle {\boldsymbol {A}}} dává analogický maticový mnohočlen {\displaystyle p_{\boldsymbol {A}}({\boldsymbol {A}})={\boldsymbol {A}}^{n}+c_{n-1}{\boldsymbol {A}}^{n-1}+\cdots +c_{1}{\boldsymbol {A}}+c_{0}\mathbf {I} _{n}}. (Zde {\displaystyle {\boldsymbol {A}}} je daná matice a nikoli proměnná, na rozdíl od {\displaystyle \lambda }, a tudíž  {\displaystyle p_{\boldsymbol {A}}({\boldsymbol {A}})} je spíše maticová konstanta než funkce.) Cayleyho−Hamiltonova věta uvádí, že tento polynomický výraz je roven nulové matici, což lze formálně zapsat jako: {\displaystyle p_{\boldsymbol {A}}({\boldsymbol {A}})={\boldsymbol {0}}}. 
Cayleyho−Hamiltonova věta mimo jiné umožňuje vyjádřit {\displaystyle {\boldsymbol {A}}^{n}} jako lineární kombinaci nižších mocnin matice {\displaystyle {\boldsymbol {A}}}, konkrétně {\displaystyle {\boldsymbol {A}}^{n}=-c_{n-1}{\boldsymbol {A}}^{n-1}-\cdots -c_{1}{\boldsymbol {A}}-c_{0}\mathbf {I} _{n}}. V případě těles Cayleyho−Hamiltonova znamená, že charakteristický polynom matice je dělitelný jejím minimálním polynomem.
Za zobecnění Cayleyho−Hamiltonovy věty lze pokládat Nakajamovo lemma.

## Ukázky

### Matice řádu 1
Charakteristický polynom matice {\displaystyle {\boldsymbol {A}}=(a)} je  {\displaystyle p_{\boldsymbol {A}}(\lambda )=\lambda -a}, a proto {\displaystyle p_{\boldsymbol {A}}({\boldsymbol {A}})=(a)-a(1)=0}.

### Matice řádu 2
Konkrétní matice {\displaystyle {\boldsymbol {A}}={\begin{pmatrix}1&2\\3&4\end{pmatrix}}} má charakteristický polynom:
{\displaystyle p_{\boldsymbol {A}}(\lambda )=\det(\lambda \mathbf {I} _{2}-{\boldsymbol {A}})=\det \!{\begin{pmatrix}\lambda -1&-2\\-3&\lambda -4\end{pmatrix}}=(\lambda -1)(\lambda -4)-(-2)(-3)=\lambda ^{2}-5\lambda -2}
Cayleyho–Hamiltonova věta uvádí, že pro maticový polynom definovaný {\displaystyle p_{\boldsymbol {A}}({\boldsymbol {X}})={\boldsymbol {X}}^{2}-5{\boldsymbol {X}}-2\mathbf {I} _{2}} platí: {\displaystyle p_{\boldsymbol {A}}({\boldsymbol {A}})={\boldsymbol {0}}}, což lze potvrdit následujícím výpočtem:
{\displaystyle p_{\boldsymbol {A}}({\boldsymbol {A}})={\boldsymbol {A}}^{2}-5{\boldsymbol {A}}-2\mathbf {I} _{2}={\begin{pmatrix}7&10\\15&22\\\end{pmatrix}}-{\begin{pmatrix}5&10\\15&20\\\end{pmatrix}}-{\begin{pmatrix}2&0\\0&2\\\end{pmatrix}}={\begin{pmatrix}0&0\\0&0\\\end{pmatrix}}}.
Obecná matice {\displaystyle {\boldsymbol {A}}={\begin{pmatrix}a&b\\c&d\\\end{pmatrix}}}, má charakteristický polynom 
{\displaystyle p_{\boldsymbol {A}}(\lambda )=\lambda ^{2}-(a+d)\lambda +(ad-bc)}. Platnost Cayleyho−Hamiltonovy věty lze v tomto případě ověřit přímo:  
{\displaystyle {\begin{aligned}p_{\boldsymbol {A}}({\boldsymbol {A}})&={\boldsymbol {A}}^{2}-(a+d){\boldsymbol {A}}+(ad-bc)\mathbf {I} _{2}\\[1ex]&={\begin{pmatrix}a^{2}+bc&ab+bd\\ac+cd&bc+d^{2}\\\end{pmatrix}}-{\begin{pmatrix}a(a+d)&b(a+d)\\c(a+d)&d(a+d)\end{pmatrix}}+{\begin{pmatrix}ad-bc&0\\0&ad-bc\end{pmatrix}}\\[1ex]&={\begin{pmatrix}0&0\\0&0\end{pmatrix}}\end{aligned}}}

## Aplikace

### Mocniny matice
Cayleyho−Hamiltonova věta poskytuje vztah mezi mocninami {\displaystyle {\boldsymbol {A}}} (ačkoli ne vždy ten nejjednodušší), což umožňuje zjednodušit výrazy obsahující vyšší mocniny a vyhodnotit je, aniž by bylo nutné počítat {\displaystyle {\boldsymbol {A}}^{n}} nebo jakoukoli vyšší mocninu {\displaystyle {\boldsymbol {A}}}.
Například pro 
{\displaystyle {\boldsymbol {A}}={\begin{pmatrix}1&2\\3&4\end{pmatrix}}} 
platí podle věty  {\displaystyle {\boldsymbol {A}}^{2}=5{\boldsymbol {A}}+2\mathbf {I} _{2}}. 
Pro výpočet {\displaystyle {\boldsymbol {A}}^{4}} lze v důsledku věty využít vztahy: 
{\displaystyle {\begin{aligned}{\boldsymbol {A}}^{3}&=(5{\boldsymbol {A}}+2\mathbf {I} _{2}){\boldsymbol {A}}=5{\boldsymbol {A}}^{2}+2{\boldsymbol {A}}=5(5{\boldsymbol {A}}+2\mathbf {I} _{2})+2{\boldsymbol {A}}=27{\boldsymbol {A}}+10\mathbf {I} _{2}\\[1ex]{\boldsymbol {A}}^{4}&={\boldsymbol {A}}^{3}{\boldsymbol {A}}=(27{\boldsymbol {A}}+10\mathbf {I} _{2}){\boldsymbol {A}}=27{\boldsymbol {A}}^{2}+10{\boldsymbol {A}}=27(5{\boldsymbol {A}}+2\mathbf {I} _{2})+10{\boldsymbol {A}}=145{\boldsymbol {A}}+54\mathbf {I} _{2}\end{aligned}}}
Podobně lze počítat i inverzní matici a její mocniny: 
{\displaystyle {\begin{aligned}{\boldsymbol {A}}^{-1}&={\frac {1}{2}}\left({\boldsymbol {A}}-5\mathbf {I} _{2}\right)\\[1ex]{\boldsymbol {A}}^{-2}&={\boldsymbol {A}}^{-1}{\boldsymbol {A}}^{-1}={\frac {1}{4}}\left({\boldsymbol {A}}^{2}-10{\boldsymbol {A}}+25\mathbf {I} _{2}\right)={\frac {1}{4}}\left((5{\boldsymbol {A}}+2\mathbf {I} _{2})-10{\boldsymbol {A}}+25\mathbf {I} _{2}\right)={\frac {1}{4}}\left(-5{\boldsymbol {A}}+27\mathbf {I} _{2}\right)\end{aligned}}}
Ve všech uvedených případech bylo možné zapsat mocninu matice jako součet dvou členů. Ve skutečnosti lze libovolnou mocninu čtvercové matice řádu {\displaystyle n} zapsat jako maticový polynom stupně nejvýše {\displaystyle n-1}. Jinými slovy, dimenze prostoru generovaného mocninami čtvercové matice je shora omezena jejím řádem.

### Maticové funkce
Je-li dána analytická funkce {\displaystyle f(x)=\sum _{k=0}^{\infty }a_{k}x^{k}} a matice {\displaystyle {\boldsymbol {A}}} řádu {\displaystyle n} s charakteristickým polynomem {\displaystyle p_{\boldsymbol {A}}(x)}, a pokud lze funkci {\displaystyle f(x)=q(x)p_{\boldsymbol {A}}x)+r(x)} vyjádřit pomocí dlouhého dělení jako {\displaystyle f(x)=q(x)p_{\boldsymbol {A}}(x)+r(x)}, kde {\displaystyle q(x)} je podílový polynom a {\displaystyle r(x)} je zbytkový polynom takový stupně nejvýše {\displaystyle n-1}, potom podle Cayleyho−Hamiltonovy věty, nahrazení {\displaystyle x} maticí {\displaystyle {\boldsymbol {A}}} dává {\displaystyle p_{\boldsymbol {A}}({\boldsymbol {A}})={\boldsymbol {0}}}, takže v důsledku platí: {\displaystyle f({\boldsymbol {A}})=r({\boldsymbol {A}})}. Maticovou analytickou funkci {\displaystyle {\boldsymbol {A}}} lze za uvedených předpokladů tudíž vyjádřit jako maticový polynom stupně nejvýše {\displaystyle n-1}.

### Algebraická teorie čísel
Cayleyho−Hamiltonova věta je efektivním nástrojem pro výpočet minimálního polynomu algebraických čísel. Například pro konečné rozšíření {\displaystyle \mathbb {Q} [\alpha _{1},\ldots ,\alpha _{k}]} tělesa {\displaystyle \mathbb {Q} } a algebraické číslo {\displaystyle \alpha \in \mathbb {Q} [\alpha _{1},\ldots ,\alpha _{k}]}, což je nenulová lineární kombinace {\displaystyle \alpha _{1}^{n_{1}}\cdots \alpha _{k}^{n_{k}}}, lze spočítat minimální polynom {\displaystyle \alpha } pomocí matice {\displaystyle {\boldsymbol {A}}} reprezentující lineární zobrazení na {\displaystyle \mathbb {Q} } dané předpisem:
{\displaystyle \cdot \alpha :\mathbb {Q} [\alpha _{1},\ldots ,\alpha _{k}]\to \mathbb {Q} [\alpha _{1},\ldots ,\alpha _{k}]}
Minimální polynom lze odvodit použitím Cayleyho−Hamiltonovy věty pro matici {\displaystyle {\boldsymbol {A}}}.

## Důkaz

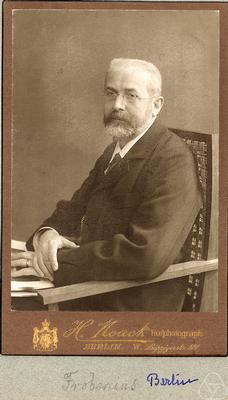
Ferdinand Georg Frobenius (1849-1917), německý matematik. Jeho hlavní zájmy byly eliptické funkce, diferenciální rovnice a později teorie grup.

Vlastní ověření platnosti Cayleyho−Hamiltonovy věty pro konkrétní matici {\displaystyle {\boldsymbol {A}}} řádu {\displaystyle n} vyžaduje dva kroky: Nejprve je třeba určit koeficienty {\displaystyle c_{i}} charakteristického polynomu v proměnné {\displaystyle t} coby rozvoj determinantu:
{\displaystyle {\begin{aligned}p_{\boldsymbol {A}}(t)&=\det(t\mathbf {I} _{n}-{\boldsymbol {A}})={\begin{vmatrix}t-a_{11}&-a_{12}&\cdots &-a_{1n}\\-a_{21}&t-a_{22}&\cdots &-a_{2n}\\\vdots &\vdots &\ddots &\vdots \\-a_{n1}&-a_{n2}&\cdots &t-a_{nn}\end{vmatrix}}\\[5pt]&=t^{n}+c_{n-1}t^{n-1}+\cdots +c_{1}t+c_{0},\end{aligned}}}
Poté se tyto koeficienty použijí v lineární kombinaci mocnin matice {\displaystyle {\boldsymbol {A}}} a ukáže se, že tato lineární kombinace je rovna nulové matici: 
{\displaystyle {\boldsymbol {A}}^{n}+c_{n-1}{\boldsymbol {A}}^{n-1}+\cdots +c_{1}{\boldsymbol {A}}+c_{0}\mathbf {I} _{n}={\boldsymbol {0}}}.
Levou stranu této rovnosti lze vyjádřit jako matici řádu {\displaystyle n}, jejíž prvky jsou složité mnohočleny z prvků {\displaystyle a_{ij}} dané matice {\displaystyle {\boldsymbol {A}}}. Cayleyho−Hamiltonova věta tvrdí, že každý z těchto {\displaystyle n^{2}} výrazů je roven {\displaystyle 0}. Pro každou pevnou hodnotu {\displaystyle n} lze tyto identity získat zdlouhavými, ale přímočarými algebraickými úpravami, jak bylo například předvedeno výše pro matice řádu 2. Tyto výpočty však nemohou ukázat, proč by Cayleyho−Hamiltonova věta měla platit pro matice libovolných řádů {\displaystyle n}, a proto je zapotřebí odvodit jednotný obecný důkaz pro všechna možná {\displaystyle n}.

### Adjungovaná matice
Obecné důkazy často využívají matici adjungovanou {\displaystyle \operatorname {adj} ({\boldsymbol {M}})} k matici {\displaystyle {\boldsymbol {M}}} a její vlastnost:
{\displaystyle {\boldsymbol {M}}\cdot \operatorname {adj} ({\boldsymbol {M}})=\det({\boldsymbol {M}})\cdot \mathbf {I} _{n}}
Uvedené vztahy vyplývají z úprav algebraických výrazů a platí pro matice s prvky i z libovolného komutativního okruhu. Jmenovitě platí nejen pro číselné matice, ale i pro matice, jejíž prvky tvoří polynomy, a právě tato vlastnost bude v důkazu využita.

### Maticové polynomy
Determinant matice {\displaystyle t\mathbf {I} _{n}-{\boldsymbol {A}}} je charakteristický polynom matice {\displaystyle {\boldsymbol {A}}}. Matice {\displaystyle {\boldsymbol {B}}} daná výrazem:
{\displaystyle {\boldsymbol {B}}:=\operatorname {adj} (t\mathbf {I} _{n}-{\boldsymbol {A}})}
má za prvky polynomy v proměnné {\displaystyle t}. Protože polynomy tvoří komutativní okruh, lze dosazením {\displaystyle t\mathbf {I} _{n}-{\boldsymbol {A}}} za {\displaystyle {\boldsymbol {M}}} do výše uvedeného vztahu pro adjungovanou matici odvodit rovnost:
{\displaystyle (t\mathbf {I} _{n}-{\boldsymbol {A}}){\boldsymbol {B}}=\det(t\mathbf {I} _{n}-{\boldsymbol {A}})\mathbf {I} _{n}=p_{\boldsymbol {A}}(t)\mathbf {I} _{n}}
Polynomy, které se vyskytují jako prvky matice {\displaystyle {\boldsymbol {B}}} lze rozložit na monomy a jejich koeficienty roztřídit do již číselných matic {\displaystyle {\boldsymbol {B}}_{0},{\boldsymbol {B}}_{1},\dots ,{\boldsymbol {B}}_{n-1}}  tak, že matice {\displaystyle {\boldsymbol {B}}_{i}} obsahuje koeficienty u {\displaystyle t^{i}}. Takto zvolené matice splňují:
{\displaystyle {\boldsymbol {B}}=\sum _{i=0}^{n-1}t^{i}{\boldsymbol {B}}_{i}}
Levou strana rovnosti lze algebraicky upravit na následující maticový mnohočlen v proměnné {\displaystyle t}: 
{\displaystyle {\begin{aligned}(t\mathbf {I} _{n}-{\boldsymbol {A}}){\boldsymbol {B}}&=(t\mathbf {I} _{n}-{\boldsymbol {A}})\sum _{i=0}^{n-1}t^{i}{\boldsymbol {B}}_{i}\\&=\sum _{i=0}^{n-1}t\mathbf {I} _{n}\cdot t^{i}{\boldsymbol {B}}_{i}-\sum _{i=0}^{n-1}{\boldsymbol {A}}\cdot t^{i}{\boldsymbol {B}}_{i}\\&=\sum _{i=0}^{n-1}t^{i+1}{\boldsymbol {B}}_{i}-\sum _{i=0}^{n-1}t^{i}{\boldsymbol {A}}{\boldsymbol {B}}_{i}\\&=t^{n}{\boldsymbol {B}}_{n-1}+\sum _{i=1}^{n-1}t^{i}({\boldsymbol {B}}_{i-1}-{\boldsymbol {A}}{\boldsymbol {B}}_{i})-{\boldsymbol {A}}{\boldsymbol {B}}_{0}\end{aligned}}}
Podobně pravá strana dává maticový polynom:
{\displaystyle p_{\boldsymbol {A}}(t)\mathbf {I} _{n}=t^{n}\mathbf {I} _{n}+t^{n-1}c_{n-1}\mathbf {I} _{n}+\cdots +tc_{1}\mathbf {I} _{n}+c_{0}\mathbf {I} _{n}}
Rovnost obou stran platí, právě když se shodují všechny dvojice polynomů na stejných pozicích v maticích na obou stranách. Tudíž se na obou stranách musejí shodovat i matice u libovolné mocniny {\displaystyle t^{i}}. Jednotlivým mocninám {\displaystyle i} od {\displaystyle n} do 0, odpovídají rovnosti: 
{\displaystyle {\boldsymbol {B}}_{n-1}=\mathbf {I} _{n},\qquad {\boldsymbol {B}}_{i-1}-{\boldsymbol {A}}{\boldsymbol {B}}_{i}=c_{i}\mathbf {I} _{n}\quad {\text{pro }}1\leq i\leq n-1,\qquad -{\boldsymbol {A}}{\boldsymbol {B}}_{0}=c_{0}\mathbf {I} _{n}}
Vynásobení těchto rovností zleva příslušnou mocninou matice {\displaystyle {\boldsymbol {A}}} (čili první je vynásobena zleva {\displaystyle {\boldsymbol {A}}^{n}} a podobně ostatní rovnosti odpovídající {\displaystyle t^{i}} jsou zleva vynásobeny {\displaystyle {\boldsymbol {A}}^{i}}) a sečtení všech těchto rovnic do jedné dává:
{\displaystyle {\boldsymbol {A}}^{n}{\boldsymbol {B}}_{n-1}+\sum \limits _{i=1}^{n-1}\left({\boldsymbol {A}}^{i}{\boldsymbol {B}}_{i-1}-{\boldsymbol {A}}^{i+1}{\boldsymbol {B}}_{i}\right)-{\boldsymbol {A}}{\boldsymbol {B}}_{0}={\boldsymbol {A}}^{n}+c_{n-1}{\boldsymbol {A}}^{n-1}+\cdots +c_{1}{\boldsymbol {A}}+c_{0}\mathbf {I} _{n}}
Po rozepsání součtu se po sobě jdoucí dvojice členů na levé straně se navzájem odečtou, zatímco pravá strana odpovídá dosazení matice {\displaystyle {\boldsymbol {A}}} do svého charakteristického mnohočlenu {\displaystyle p_{\boldsymbol {A}}({\boldsymbol {A}})}. Z uvedeného vyplývá vztah:  {\displaystyle {\boldsymbol {0}}=p_{\boldsymbol {A}}({\boldsymbol {A}})} čímž je důkaz Cayleyho-Hamiltonovy věty dokončen.

### Ukázka
Matice {\displaystyle {\boldsymbol {A}}={\begin{pmatrix}1&2&0\\3&-1&3\\1&-2&2\\\end{pmatrix}}}má charakteristický mnohočlen {\displaystyle p_{\boldsymbol {A}}(t)=t^{3}-2t^{2}-t+2}, a proto platí i maticová rovnost:
{\displaystyle p_{\boldsymbol {A}}(t)\mathbf {I} _{3}=t^{3}\mathbf {I} _{3}-2t^{2}\mathbf {I} _{3}-t\mathbf {I} _{3}+2\mathbf {I} _{3}}
Adjungovaná matice k matici {\displaystyle t\mathbf {I} _{n}-{\boldsymbol {A}}} je následující polynomiální matice {\displaystyle {\boldsymbol {B}}}. Ta je dále rozložena na tři matice koeficientů:
{\displaystyle {\begin{aligned}{\boldsymbol {B}}&=\operatorname {adj} (t\mathbf {I} _{3}-{\boldsymbol {A}})=\operatorname {adj} \left({\begin{pmatrix}t-1&-2&0\\-3&t+1&-3\\-1&2&t-2\\\end{pmatrix}}\right)\\&={\begin{pmatrix}t^{2}-t+4&2t-4&6\\3t-3&t^{2}-3t+2&3t-3\\t-5&-2t+4&t^{2}-7\\\end{pmatrix}}\\&=t^{2}{\begin{pmatrix}1&0&0\\0&1&0\\0&0&1\\\end{pmatrix}}+t{\begin{pmatrix}-1&2&0\\3&-3&3\\1&-2&0\\\end{pmatrix}}+{\begin{pmatrix}4&-4&6\\-3&2&-3\\-5&4&-7\\\end{pmatrix}}\\&=t^{2}{\boldsymbol {B}}_{2}+t{\boldsymbol {B}}_{1}+{\boldsymbol {B}}_{0}\end{aligned}}}
Z vlastností adjungované matice vyplývá, že tyto tři matice koeficientů splňují:
{\displaystyle (t\mathbf {I} _{3}-{\boldsymbol {A}}){\boldsymbol {B}}=t^{3}{\boldsymbol {B}}_{2}+t^{2}({\boldsymbol {B}}_{1}-{\boldsymbol {A}}{\boldsymbol {B}}_{2})+t({\boldsymbol {B}}_{0}-{\boldsymbol {A}}{\boldsymbol {B}}_{1})-{\boldsymbol {A}}{\boldsymbol {B}}_{0}}
Protože {\displaystyle (t\mathbf {I} _{n}-{\boldsymbol {A}}){\boldsymbol {B}}=p_{\boldsymbol {A}}(t)\mathbf {I} _{n}}, musí platit také:
{\displaystyle {\boldsymbol {B}}_{2}=\mathbf {I} _{3},\qquad {\boldsymbol {B}}_{1}-{\boldsymbol {A}}{\boldsymbol {B}}_{2}=-2\mathbf {I} _{3},\qquad {\boldsymbol {B}}_{0}-{\boldsymbol {A}}{\boldsymbol {B}}_{1}=-\mathbf {I} _{3},\qquad -{\boldsymbol {A}}{\boldsymbol {B}}_{0}=2\mathbf {I} _{3}}
Vynásobení těchto rovností příslušnými mocninami matice {\displaystyle {\boldsymbol {A}}} zleva a celkové sečtení dává kýžený vztah:
{\displaystyle {\boldsymbol {A}}^{3}{\boldsymbol {B}}_{2}+{\boldsymbol {A}}^{2}({\boldsymbol {B}}_{1}-{\boldsymbol {A}}{\boldsymbol {B}}_{2})+{\boldsymbol {A}}({\boldsymbol {B}}_{0}-{\boldsymbol {A}}{\boldsymbol {B}}_{1})-{\boldsymbol {A}}{\boldsymbol {B}}_{0}={\boldsymbol {0}}={\boldsymbol {A}}^{3}-2{\boldsymbol {A}}^{2}-{\boldsymbol {A}}+2\mathbf {I} _{3}}

## Historie
Hamilton dokázal speciální případ věty v roce 1853 v termínech inverzí lineárních funkcí kvaternionů,   což odpovídá speciálnímu případu reálných matic řádu, resp. komplexních matic řádu 2. Cayley v roce 1858 uvedl výsledek pro matice řádu nejvýše 3, ale důkaz publikoval pouze pro řád 2. Pokud jde o matice řádu {\displaystyle n} Cayley uvedl: "..., nepovažoval jsem za nutné pustit se do práce s formálním důkazem věty v obecném případě matice libovolného stupně". Obecný případ poprvé dokázal Ferdinand Frobenius v roce 1878.